# Прострация (медицина)
Вижте пояснителната страница за други значения на Прострация.
Прострацията е медицинско понятие, крайна степен на изтощение и упадък на умствената дейност. Наблюдава се при тежки инфекциозни заболявания, отравяния, силно изтощение, след внезапен нервен шок..
Външно наподобява изтощение от различните видове на обща слабост..
Може да се получи след заболявания и състояния, свързани с бързото изтощение: физическо и нервно напрежение, преумора, някои реактивни състояния, тежки инфекции и т.н.
Лечението е насочено към повишаване на общия тонус на тялото.